# Pilot Butte (Saskatchewan)
Pilot Butte (offiziell Town of Pilot Butte) ist eine Gemeinde im Süden der kanadischen Provinz Saskatchewan. Die Gemeinde ist eine „urban municipality“ mit dem Status einer Kleinstadt (englisch Town) und verfügt, wie alle „urban municipalities“ in der Provinz, über eine eigenständige Verwaltung. Pilot Butte ist ein Einkaufs-, Dienstleistungs- sowie Verwaltungszentrum für die umliegende ländliche Region.
Pilot Butte wurde nach dem kleinen flachen Hügel (englisch Butte) benannt, welcher die Gemeinde deutlich überragt. Dieser Hügel wurde bereits von den First Nations der Gegend als Rast- und Lagerplatz sowie Aussichtspunkt genutzt.

## Lage
Die Kleinstadt ist umgeben von der Rural Municipality of Edenwold No. 158 und liegt etwa 15 Kilometer östlich von Regina. Pilot Butte wird von dem in Ost-West-Richtung verlaufenden Highway 46 sowie einer Eisenbahnstrecke der Canadian Pacific Railway durchquert.

## Geschichte
Ursprünglich Siedlungs- und Jagdgebiet verschiedener Völker der First Nations, begann der europäisch geprägte Teil der Geschichte dieser Gegend in der frühen Mitte des 19. Jahrhunderts mit der Ankunft erster Siedler. Aufschwung nahm die heutige Gemeinde dann mit der Ankunft einer Eisenbahnstrecke der Canadian Pacific Railway im Jahr 1882. Im Jahr 1903 wurde hier das erste „Post Office“ eröffnet. Mit wachsender Einwohnerzahl und bedingt durch die zwei örtliche Ziegeleien steigende Wirtschaftskraft, erhielt Pilot Butte im Jahr 1913 seine Eigenständigkeit als Dorf (Incorporated as a village). Mit dem Ersten Weltkrieg begann jedoch ein Bevölkerungsrückgang, der bis in die 1960er Jahre anhielt und auch die örtlichen Ziegeleien wurden geschlossen. Der Verlust von Einwohnern führte 1923 schließlich zum Verlust der Eigenständigkeit als Gemeinde. Erst 1963 wurde Pilot Butte wieder als Dorf eigenständig und erhielt im Jahr 1979 dann den Status einer Kleinstadt (town). Am 26. August 1995 traf ein heftiger Sturm die Gemeinde und beschädigte viele der Häuser.

## Demografie
Die Gemeinde wird im Rahmen der regelmäßigen Volkszählungen zur Saskatchewan Census Division No. 6 gezählt. Im Rahmen der Volkszählung ergab der Census 2021 für die Stadt selber eine Bevölkerungszahl von 2638 Einwohnern. Das Bevölkerungswachstum der letzten Jahre setzte sich damit in diesem Zensuszeitraum fort und die örtliche Bevölkerung nahm um weit überdurchschnittliche 23,4 % zu, während der Provinzdurchschnitt bei einer Bevölkerungszunahme von 3,1 % lag.
Der Zensus im Jahr 2016 ergab für die Stadt eine Bevölkerungszahl von 2137 Einwohnern, nachdem der Zensus im Jahr 2011 für die Gemeinde noch eine Bevölkerungszahl von nur 1843 Einwohnern ergeben hatte. Die Bevölkerung hat damit im Vergleich zum letzten Zensus im Jahr 2011 deutlich stärker als der Trend in der Provinz um 16,0 % zugenommen, während der Provinzdurchschnitt bei einer Bevölkerungszunahme von 6,3 % lag. Im Zensuszeitraum von 2006 bis 2011 hatte die Einwohnerzahl in der Gemeinde noch deutlich gegen den Provinzdurchschnitt um 1,3 % abgenommen, während die Gesamtbevölkerung in der Provinz um 6,7 % zunahm.